# کیرشگاندرن
کیرشگاندرن (به آلمانی: Kirchgandern) یک شهر در آلمان است که در آیشسفلد واقع شده‌است. کیرشگاندرن ۶۲۶ نفر جمعیت دارد.